# Microdon pretiosus
Microdon pretiosus är en tvåvingeart som beskrevs av Charles Howard Curran 1931. Microdon pretiosus ingår i släktet myrblomflugor, och familjen blomflugor. Inga underarter finns listade i Catalogue of Life.